# Autostrada E45 (Dania)
Autostrada E45 biegnąca ze północy na południe z portu promowego we Frederikshavn na północy Danii do granicy z Niemcami koło niemieckiego Flensburga.
Autostrada oznakowana jest jako E45.

## Odcinki międzynarodowe
Droga na całej długości jest częścią trasy europejskiej E45.